# داریو بیانوئبا
داریو بیانوئبا (همچنین داریو ویلانوا)، با نام کامل فرانسیسکو داریو بیانوئبا پریئتو (به اسپانیایی: Francisco Darío Villanueva Prieto) منتقد و نظریه‌پرداز برجسته و سرشناس ادبیات اسپانیایی زبان (ادبیات اسپانیا و ادبیات آمریکای لاتین) و ادبیات تطبیقی است.
او استاد دپارتمان زبان و ادبیات اسپانیایی، نظریه ادبیات و زبانشناسی عمومی دانشکده زبانشناسی دانشگاه سانتیاگو د کومپوستلا است.
در بین سال‌های ۱۹۸۷ و ۱۹۹۰ ریاست دانشکده زبانشناسی دانشکاه سانتیاگو د کومپوستلا را بر عهده داشت.
همچنین، در سالهای ۱۹۹۴ تا ۲۰۰۲ رئیس دانشگاه سانتیاگو د کومپوستلا بود.
وی سی امین رئیس آکادمی سلطنتی زبان اسپانیایی است، و تا پیش از آن سال‌ها به عنوان دبیر این آکادمی فعالیت داشت.
بیانوئبا از سال ۲۰۱۵ عضو هیئت داوران بخش جایزه ادبی جایزه شاهزاده آستوریاس است.

## فعالیت آکادمیک
از ۵ ژوئیه ۲۰۰۷ به عنوان عضو رسمی آکادمی سلطنتی زبان اسپانیایی انتخاب شد. وی در ۸ ژوئن ۲۰۰۸ با سخنرانی تحت عنوان «دون کیشوت پیش از سینما» فعالیت خود در این مجموعه را آغاز کرد.
وی از ۸ ژانویه ۲۰۱۵ تا ۱۰ ژانویه ۲۰۱۹ رئیس آکادمی سلطنتی زبان اسپانیایی بود؛ و قبل از آن نیز از ژانویه ۲۰۱۰ تا ژانویه ۲۰۱۵ سمت دبیر این آکادمی را بر عهده داشت.

## آثار
- El Jarama توسط سانچز فرلوسیو. ساختار و مفهوم آن، ۱۹۷۳، دانشگاه سانتیاگو د کامپوستلا، ۱۶۷ صفحه. ویرایش دوم تصحیح شده و اصلاح شده، چاپ رایشنبرگر / دانشگاه سانتیاگو د کامپوستلا، کسل / سانتیاگو د کامپوستلا، ۱۹۹۴، ۲۵۲ صفحه.
- ساختار و زمان کاهش یافته در رمان، تحریریه Bello، والنسیا، ۱۹۷۷، ۳۵۶ صفحه. چاپ دوم اصلاح شده، تحریریه آنتروپوس، بارسلونا، ۱۹۹۴، ۴۴۷ صفحه.
- نقد متون روایی: رمان، Ediciones Júcar / Ediciones Aceña، مادرید / والادولید، ۱۹۸۹، ۲۰۶ ص. دوم ویرایش شده rev. Ediciones Júcar , Gijón، ۱۹۹۲، ۲۱۲ ص. سوم ویرایش شده ۱۹۹۵، ۲۱۲ ص. بازنشر شده به عنوان شرح متن روایت: داستان و رمان، مارنوستروم، ۲۰۰۶، ۱۹۰ ص.
- گرده ایده‌ها. نظریه، نقد، تاریخ و ادبیات تطبیقی، تبلیغات و انتشارات دانشگاه، بارسلونا، ۱۹۹۱، ۴۰۶ صفحه.
- نظریه‌های رئالیسم ادبی، Instituto de España / Espasa-Calpe، مادرید، ۱۹۹۲، ۲۳۱ صفحه. ترجمه انگلیسی توسط Mihai I. Spariosu و Santiago García-Castañón، نظریه‌های رئالیسم ادبی، انتشارات دانشگاه ایالتی نیویورک، آلبانی، ۱۹۹۷، ۱۹۰ صفحه. چاپ دوم اسپانیایی، تصحیح و بزرگ شده، Biblioteca Nueva، مادرید، ۲۰۰۴، ۲۵۳ صفحه.
- شعر خواندن در کوودو، دانشگاه منچستر، ۱۹۹۵، vi + 46 صفحه. چاپ دوم، تصحیح و بزرگ شده، سیروئلا، مادرید، ۲۰۰۷، ۱۴۱ صفحه.
- بلاغت مطالعه و ارتباط روزنامه‌نگاری، La Voz de Galicia , La Coruña، ۱۹۹۵، ۵۱ صفحه.
- سخنرانی رکتور (۱۹۹۴–۲۰۰۲) ، Consello Social da Universidade de Santiago de Compostela، ۲۰۰۳، ۴۳۸ صفحه.
- وال-اینکلان، رمان‌نویس مدرنیسم، تیرانت لو بلانچ، والنسیا، ۲۰۰۵، ۱۹۸ صفحه.
- واژه ندهید سرعت. مطالعات و تست‌های ادبیات، Esapiral Maior / Auliga Ensaio , La Coruña، ۲۰۰۷، ۳۱۹ صفحه.
- تصاویر شهر. شعر و سینما، از ویتمن تا لورکا، مقاله‌های ادبی کرسی میگل دلیبس، دانشگاه وایادولید، ۲۰۰۸، ۲۸۶ صفحه. چاپ دوم تصحیح شده، ۲۰۰۹.
- دان کیشوت قبل از سینما. سخنرانی در ۸ ژوئن ۲۰۰۸ در استقبال عمومی آن توسط محترم محترم قرائت شد. آقای D. Darío Villanueva و پاسخ محترم آقای D. پره گیمفرر، آکادمی سلطنتی اسپانیا، مادرید، ۲۰۰۸، ۱۸۱ صفحه.
- افسانه‌های دروغ خواندن، واقعیت، داستان، دانشگاه خودمختار Aguascalientes، ۲۰۰۸، ۲۱۱ صفحه.
- پس از کهکشان گوتنبرگ و کهکشان مک لوهان / پس از کهکشان گوتنبرگ و کهکشان مک لوهان، نسخه دوزبانه با ترجمه انگلیسی توسط رابرت دیویی، انجمن مطالعات اسپانیایی و اسپانیایی-آمریکایی، فیلادلفیا، ۲۰۰۸، ۱۳۳ صفحه.
- ماریو وارگاس یوسا: رمان به عنوان ادبیات / ماریو وارگاس یوسا: رمان به عنوان ادبیات، نسخه دو زبانه، نسخه دو زبانه، با ترجمه انگلیسی توسط هوپ دویل د آمبروزیو، انجمن مطالعات اسپانیایی و اسپانیایی-آمریکایی، دانشگاه تمپل، فیلادلفیا / آدلر Enterprises LLC، سینسیناتی، ۲۰۱۱، ۲۱۰ صفحه.
- تصاویر شهر. شعر و سینما، از ویتمن تا لورکا (کرسی)، شعر و سینما، از ویتمن تا لورکا، مقاله‌های ادبی کرسی میگل دلیبس، دانشگاه وایادولید، ۲۰۰۸، ۲۸۶ صفحه.
- دان کیشوت قبل از سینما. سخنرانی در ۸ ژوئن ۲۰۰۸ در استقبال عمومی آن توسط محترم محترم قرائت شد. آقای D. Darío Villanueva و پاسخ محترم آقای D. پره گیمفرر، آکادمی سلطنتی اسپانیا، مادرید، ۲۰۰۸، ۱۸۱ صفحه.
- افسانه‌های دروغ خواندن، واقعیت، داستان، دانشگاه خودمختار Aguascalientes، ۲۰۰۸، ۲۱۱ صفحه.
- پس از کهکشان گوتنبرگ و کهکشان مک لوهان / پس از کهکشان گوتنبرگ و کهکشان مک لوهان، نسخه دوزبانه با ترجمه انگلیسی توسط رابرت دیویی، انجمن مطالعات اسپانیایی و اسپانیایی-آمریکایی، فیلادلفیا، ۲۰۰۸، ۱۳۳ صفحه.
- تصاویر شهر: شعر و سینما، از ویتمن تا لورکا، مادرید، کاتدرا، ۲۰۱۵، ۲۵۳ صفحه.